# Gliese 15 Ab
Gliese 15 Ab (Gl 15 Ab, Groombridge 34 Ab) – planeta pozasłoneczna typu superziemia orbitująca wokół gwiazdy Groombridge 34 A. Układ Groombridge 34 (Gliese 15) znajduje się 11,6 roku świetlnego od Słońca i należy do najbliższych gwiazd.

## Nazwa
Nazwa planety pochodzi od nazwy systemu podwójnego, w którym się znajduje, Gliese 15 (znanego także jako Groombridge 34); wielka litera „A” oznacza, że planeta okrąża składnik Gliese 15 A, a mała litera „b” oznacza, że jest to pierwsza odkryta planeta poruszająca się wokół tej gwiazdy.

## Odkrycie
Planeta została odkryta w ramach programu Eta-Earth Survey zajmującego się przeglądem i katalogowaniem gwiazd położonych blisko Ziemi. Odkrycia dokonano metodą dopplerowską pomiaru zmian prędkości radialnej, przy użyciu teleskopu Kecka.

## Charakterystyka
Według pierwotnych oszacowań planeta miała mieć masę minimalną 5,35 ± 0,75 masy Ziemi, co zostało później zrewidowane na 3,03 +0,46−0,44 masy Ziemi, co także plasuje ją w klasie superziemi. Planeta krąży zaledwie 11 milionów kilometrów od gwiazdy i jej okres orbitalny jest równy tylko 11,44 ziemskich dni. Jest ona za gorąca, aby na jej powierzchni mogła istnieć ciekła woda.